# Johannes Kornmann

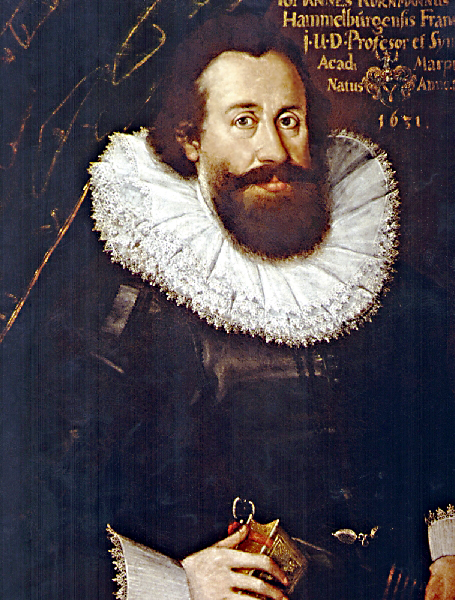
Johannes Kornmann

Johannes Kornmann (* 1587 in Hammelburg; † 16. Januar 1656 in Marburg) war ein deutscher Rechtswissenschaftler.

## Leben
Über Kornmanns Herkunft und ersten Werdegang ist nichts Haltbares bekannt. Am 24. Mai 1608 immatrikulierte er sich an der Universität Gießen, wo er sich am 14. Dezember 1609 den Magistergrad der philosophischen Wissenschaften erwarb. Am 25. Juni 1616 habilitierte er sich als Privatdozent an der Universität Marburg und promovierte dort am 18. Dezember 1620 zum Doktor der Rechte. Am 24. Mai 1625 wurde er in Marburg Professor der Rhetorik und Geschichte und zugleich bis 1640 Syndikus der Hochschule. Ab 1627 hat er anscheinend die Professur der Ethik und Politik versehen. Im Juni 1631 ernannte man ihn zum ordentlichen Professor der Institutionen an der juristischen Fakultät, 1640 stieg er in die Professur der Pandekten auf und man ernannte ihn 1642 zum hessisch-darmstädtischen Rat. Am 16. Juni 1653 übernahm er die Marburger Professur des Kirchenrechts. Zudem beteiligte er sich auch an den organisatorischen Aufgaben der Hochschule. So war er 1628 Dekan der philosophischen Fakultät, 1642 Dekan der juristischen Fakultät sowie 1638 und 1649 Rektor der Alma Mater.

## Familie
Kornmann verheiratete sich am 19. Oktober 1618 in Marburg mit Gertrud Dexbach (auch: Derbach, Decksbach; * 28. Oktober 1594 in Marburg; † 3. Juni 1667 ebenda), der Tochter des Bürgermeisters in Marburg Erich Dexbach und dessen Frau Ursula (geb. Lonicer; * ± 1576; □ 13. Juli 1637 in Marburg). Aus der Ehe stammen Kinder. Von diesen kennt man:
1. Tochter Marie Ursula Kornmann (~ 18. Februar 1620 in Marburg; † vor 1667)
2. Tochter Magdalene Kornmann (~ 9. April 1622 in Marburg; † vor 1667)
3. Sohn Johann Hartmann Kornmann (~ 21. April 1624 in Marburg; † 14. Oktober 1673 ebenda) Prof. Dr. jur. an der Universität Marburg, ⚭ 29. November 1655 mit Anna Christina Wolff (* 29. Juni 1628 in Kassel; † 12. März 1696 in Marburg)
4. Tochter Catherine Kornmann (~ 4. August 1626 in Marburg; † vor 1667)
5. Tochter Catherine Ursula (~ 16. Dezember 1628 in Marburg; † vor 1667)

## Werke (Auswahl)
- Disputatio Iuridica De Principiis Iuris. Resp. Johannes Heinrich Messerschmied (Simmern). Gießen, 1613, (Digitalisat)
- Oratio super obitu Ludovici (V.) Hass. Landg. habita nomine Acad. Marburg, 1626
- Disputatio Ethica De Fortitudine. Resp. Johannes Faber (Ostheim/Wetterau). Marburg, 1627
- Dekas Selectarum Quaestiomum Politicarum. Bartholomäus Wille (Frankfurt am Main). Marburg, 1628, (Digitalisat)
- Disputatio Ethica De Summo Bono Activo. Resp. David Friderus (Rostock). Marburg, 1628, (Digitalisat)
- Disp. ethica de justitia & jure. Resp. Johann Heinrich Wogesser (Umstadt). Marburg, 1628,
- Disp. ethica de modestia & magnanimitate. Resp. Jacob Megabach (Spangenberg/Hessen). Marburg, 1629
- Disp. polit. de regimine Aristocratico. Resp. Johann Jacob Ebner (Nürnberg). Marburg, 1629
- Disp. de divisione rerum eorumque jure gentium acquirendo dominio. Marburg, 1633
- Disp. de testamentis. Marburg, 1633
- Disp. jurid. polit. de pace. Resp. Daniel Stalburger (Frankfurt am Main). Marburg, 1635
- Disp. de quinque successionibus ab intestato. Resp. Philipp Friedrich Arnold (Bockenheim/Westfalen). Marburg, 1635
- Disp. de necessaria & privata defensione. Marburg, 1635
- Tractationes Justinianae ad Institutiones juris. Marburg, 1638
- Collegii Institutionum Imperialium Publici Disputatio Ultima Ad tit. ult. lib. 4. De Publicis Iudiciis. Resp. Philipp Ernst Förster[3]. Marburg, 1638, (Digitalisat)
- Disp. de cessione bonorum. Resp. Johann am Ende (Bremen). Marburg, 1642
- Disputatio Iuridica De Emtione Et Venditione. Resp. Bernhard Steimeyer (Herfurt/Westfalen). Marburg, 1642, (Digitalisat)
- Disp. de emphyteusi. Resp. Nicolaus Wolfgang Sinolt gen. von Schütz. Marburg, 1644
- Conclusiones miscellanae. Resp. Hieronymus Galle. Marburg, 1644
- Disp. de venatione s. jure venandi. Resp. Franciscus Caspar von Dalwig (Lichtenfels). Marburg, 1645
- Disp. de juramentis. Resp. Johann Peter Geissel[4]. Marburg, 1646
- Dissertatio Iuridica De Evictionis Praestatione. Resp. Friedrich Ulrich Wissel[5]. Marburg, 1646,
- Disp. de foeminarum successione in feudis. Resp. Alb. Wippermann. Marburg, 1649